# تايري هاريس بيل
تايري هاريس بيل (بالإنجليزية: Tyree H. Bell)‏ (5 سبتمبر 1815 – 30 أغسطس 1902) كان عميد في جيش الولايات الكونفدرالية، خلال الحرب الأهلية الأمريكية. 
كان بيل، قائد فوج المشاة الثاني عشر في تينيسي، وأصيب بجروح خطيرة في معركة شيلوه. وقاد فوجه في غزو كنتاكي ومعركة ريتشموند. 
قاد بيل في وقت لاحق فوج الفرسان ومن ثم لواء تحت قيادة اللواء ناثان بيدفورد فورست. كواحد من مساعدي فورست الموثوق بهم، قاتل في عدة غارات ومعارك خلال العامين الأخيرين من الحرب. غطت قوة بيل بنجاح انسحاب جيش تينيسي بعد معركة ناشفيل، ولكن بيل أصيب مرة أخرى بجروح خطيرة وفقد عينه اليمنى. 
بعد تلقيه الثناء المستمر من ضباطه، تمت ترقية بيل إلى العميد في 28 فبراير 1865. في نهاية الحرب، شارك في معركة سلمى واستسلم في نهاية الأمر بقيادة فورست. بعد عشر سنوات من الحرب الأهلية، انتقل بيل من تينيسي إلى مقاطعة فريسنو ، كاليفورنيا وأصبح مزارعًا ناجحًا.

## حياتة السابقة
وُلد بيل في 5 سبتمبر 1815 في مدينة كوفينجتون بولاية كنتاكي. نشأ وترعرع في مزرعة والده الصغيرة في جالاتين بولاية تينيسي. وتلقى تعليمه في المدارس الريفية. أصبح بيل زارعًا في مزرعته في مقاطعة سومنر بولاية تينيسي. تزوج بيل من ماري آن والتون في 2 ديسمبر 1841. وكان لدي تيري وماري آن بيل تسعة أطفال. 

## الحرب الأهلية الأمريكية
عندما بدأت الحرب الأهلية الأمريكية، شكل بيل فوج من المشاة، سمي «نيوبيرن بلوز» التي أصبحت الفوج جي (فيما بعد أ) لفوج المشاة الثاني عشر لجيش الكونفدرالية في تينيسي. تم انتخابه قائد الفريق في 4 يونيو 1861.   انتقل الفوج إلى كولومبوس، كنتاكي في سبتمبر 1861 وقضى الصيف في جاكسون وتينيسي ويونيون سيتي، تينيسي. 
سرعان ما أصبح بيل ضابطًا برتبة عقيد في فوج مشاة تينيسي الثاني عشر وقادهم في معركة بلمونت بينما كان العقيد روبرت ميلتون راسل قائد للواء.   ومرة أخرى تحت قيادة راسل، قاد بيل الفوج في معركة شيلوه، حيث أصيب في ساقه بعد سقوط حصانه، ومن ثم تلقي طلقتين خلال المعركة، وأصيب بجروح خطيرة. 
بعد ستة أسابيع فقط من الشفاء بعد إصابته بجروح في شيلوه، تمت ترقية بيل إلى العقيد في فوج المشاة الثاني عشر في تينيسي في مايو 1862. واصل العقيد في قيادة مشاة تينيسي الثانية عشرة الموحدة ومشاة تينيسي الثانية والعشرين عندما تم دمج الأفواج معا في 17 يونيو 1862.  وقد قاد بيل الفوج في الغزو الكونفدرالي لكنتاكي ومعركة ريتشموند،  والعمليات في جميع أنحاء كورنث ، مسيسيبي. 
بعد هذه الخدمة، تم دمج فوج بيل الموحد مع فوج المشاة التطوعي رقم 47 في تينيسي في 30 أكتوبر، 1862 و بعد القيام بواجب حامية في شيلبيفيل، تينيسي، تم تعيين بيل في مهمة التجنيد لفرسان اللواء ناثان بيدفورد فورست.و في ربيع عام 1863، حصل العقيد بيل على قيادة سلاح الفرسان تحت قيادة فورست.  هدد فوج بيل الجناح الأمامي والخلفي في معركة نهر الأحجار. 
في يناير 1864، أعطى فورست قيادة اللواء الثالث الي بيل، حيث كان هذا اللواء يعمل بشكل مستقلة عن باقي تشكيلات قوات فورست.  بعد ذلك بوقت قصير، في فبراير 1864، أصبح بيل، الذي لا يزال عقيدًا، قائد لواء في فرقة العميد أبراهام بوفورد.  قاد بيل هذا اللواء خلال الفترة المتبقية من الحرب، وتلقى خلال قيادتة له دائما المديح المستمر. 
في عام 1864، خدم بيل وكتيبة من سلاح الفرسان في فورست في معركة فورت بيلت، ومعركة برايس كروسرودز، وضد قوة الاتحاد بقيادة أندرو جي سميث في ميسيسيبي في أغسطس 1864 وفي معركة توبيلو.  أصيب بيل في صدره وظهره ووجهه في بولاسكي ، تينيسي في 27 سبتمبر 1864.  استمر في العمل تحت قيادة فورست وقاد لواءه في معركة جونسونفيل في الفترة من 4 إلى 5 نوفمبر 1864 دعماً لحملة فرانكلين-ناشفيل التي قام بها الجنرال جون بيل هود. في جونسونفيل، دمر رجال فورست ممتلكات تقدر ب 6.7 مليون دولار. واستولوا على 26 قطعة مدفعية وإمدادات أخرى. وأُصيب بيل بجروح خطيرة في ريتشلاند كريك في ديسمبر أثناء تغطيته تراجع جيش هود في تينيسي بعد هزيمة الكونفدرالية في معركة ناشفيل. 
وعند عودته إلى الخدمة مرة، تم تعيين بيل عميدًا في جيش الولايات الكونفدرالية وذلك في 28 فبراير 1865.  وفي نهاية الحرب، شارك بيل في الدفاع عن جورجيا وألاباما ضد غارة البريجادير جيمس ويلسون عام 1865 وفي معركة سيلما، ألاباما. وبعد الاستسلام مع بقية قوات فورست في 9 مايو 1865، تم الإفراج عن بيل في جينسفيل ، ألاباما في 10 مايو 1865. 

## حياته ما بعد الحرب
بعد عشر سنوات من انتهاء الحرب، انتقل بيل من تينيسي إلى مقاطعة فريسنو، كاليفورنيا حيث أصبح مزارعًا ناجحًا وشارك في الشؤون المدنية.  
توفي بيل في نيو أورليانز ، لويزيانا، يوم 30 أغسطس 1902، أثناء عودته من زيارة إلى منزله القديم في جالاتين، تينيسي لجمع شمل المحاربين القدامى الكونفدراليين.   ليتم دفنه في مقبرة بيثيل، بالقرب من سانجر ، كاليفورنيا. 

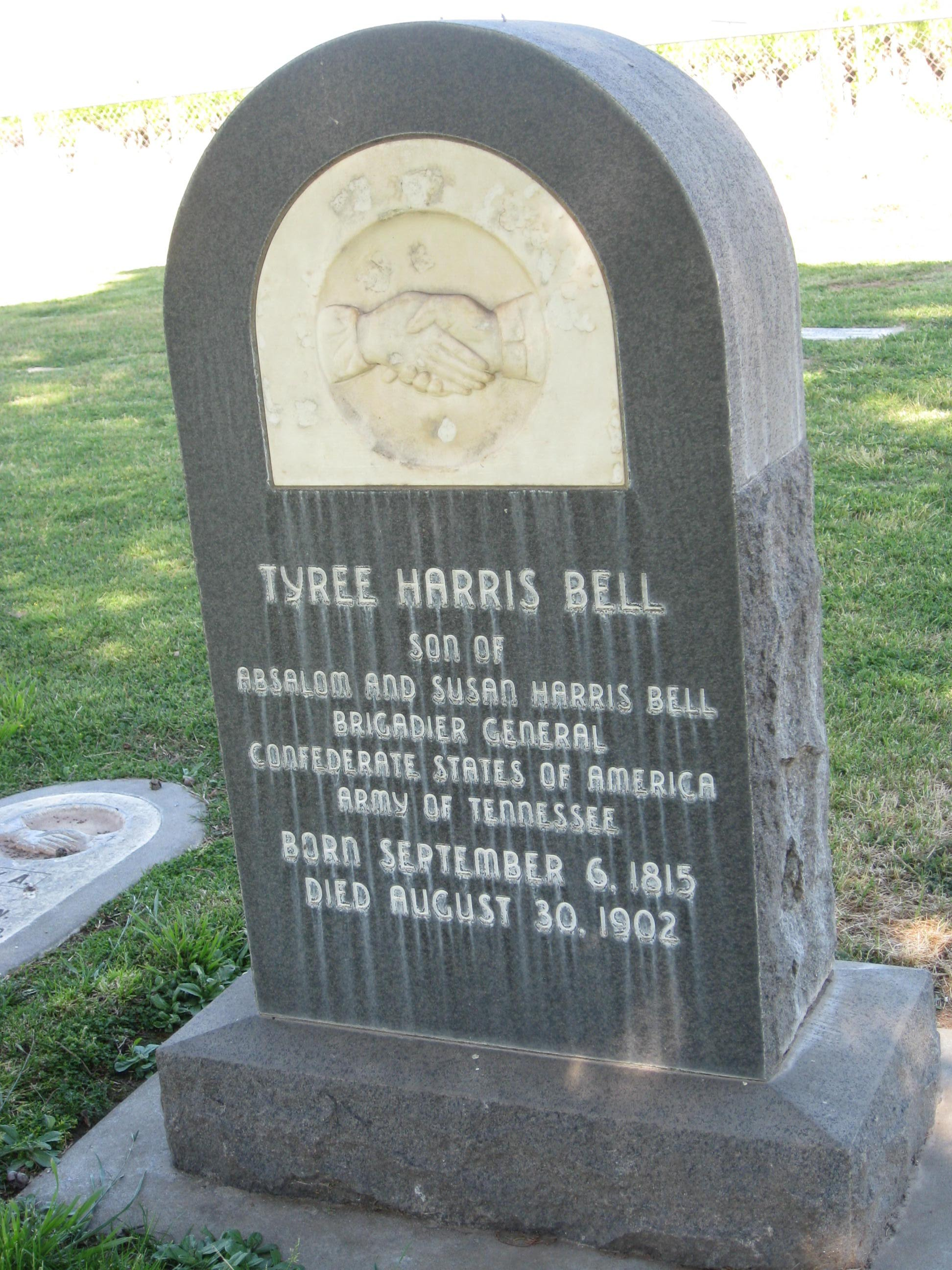
قبر تايري هاريس بيل

## روابط خارجية
- تايري هاريس بيل على موقع فايند أغريف